# Betaeus ensenadensis
Betaeus ensenadensis är en kräftdjursart som beskrevs av Glassell 1938. Betaeus ensenadensis ingår i släktet Betaeus och familjen Alpheidae. Inga underarter finns listade i Catalogue of Life.